# Mistrzostwa Świata w Zapasach 2018
Mistrzostwa Świata w Zapasach 2018 odbyły się w dniach 20–28 października 2018 w Budapeszcie w Papp László Budapest Sportaréna. 

## Reprezentacja Polski[2]

### kobiety
- styl wolny
  - Iwona Matkowska (WZS WKS Grunwald Poznań) – 17m. (50 kg) * W 1/16 przegrała z Rosjanką Anżeliką Wietoszkiną.
  - Katarzyna Krawczyk (Cement Gryf Chełm) – 5m. (53 kg) * W 1/8 wygrała z Pinki z Indii i w 1/4 z Luisą Valverde z Ekwadoru. W półfinale przegrała z Haruną Okuno z Japonii, a w pojedynku o trzecie miejsce z Pang Qianyu z Chin.
  - Roksana Zasina (ZTA Zgierz) – 13m. (55 kg) * W 1/8 przegrała z Tetianą Kit z Ukrainy.
  - Jowita Wrzesień (CSiR Dąbrowa Górnicza) – 24m. (57 kg) * W 1/8 przegrała z Emese Barką z Węgier.
  - Agnieszka Wieszczek-Kordus (WZS WKS Grunwald Poznań) – 17m. (72 kg) * W 1/8 przegrała z Buse Tosun z Turcji.

### mężczyźni
- styl klasyczny
  - Przemysław Piątek (RCSZ Olimpijczyk Radom) – 17m. (60 kg) * W 1/16 wygrał z Maratem Garipowem z Brazylią, a w 1/8 przegrał z Walihanem Sailike z Chin.
  - Michał Tracz (WKS Śląsk Wrocław) – 13m. (63 kg) * W 1/8 przegrał z Hasanem Muhammadem z Egiptu.
  - Gework Sahakian (Cartusia Kartuzy) – 3m. (67 kg) * W 1/16 wygrał z Erikiem Weißem z Niemiec, w 1/8 z Meksykaninem Manuelem Lópezem i w 1/4 z Tsuchiką Shimoyamadą z Japonii. W 1/2 przegrał z Davorem Štefanekiem z Serbii, a pojedynku o trzecie miejsce pokonał Danijela Janečića z Chorwacji.
  - Roman Pacurkowski (AZS-AWF Warszawa) – 27m. (72 kg) * W 1/16 przegrał z Aleksandarem Maksimovićem z Serbii.
  - Iwan Nylypiuk (AZS-AWF Warszawa) – 32m. (77 kg) * W 1/16 przegrał z Elvinem Mürsəliyevm z Azerbejdżanu.
  - Edgar Babayan (Sobieski Poznań) – 25m. (82 kg) * W 1/16 przegrał z Saidem Abdewalim z Iranu.
  - Tadeusz Michalik (Sobieski Poznań) – 16m. (87 kg) * W 1/16 wygrał z Zakariasem Bergiem ze Szwecji, a w 1/8 przegrał z Radikiem Kulijewem z Białorusi.
  - Marcin Olejniczak (Sobieski Poznań) – 33m. (97 kg) * W 1/16 przegrał z Micheilem Kadżaią z Serbii.
  - Rafał Krajewski (SSA Legia 1926 Warszawa) – 24m. (130 kg) * W 1/16 przegrał z Adamem Coonem z USA, a repasażu z Lingzhe Mengiem z Chin.
- styl wolny
  - Magomedmurad Gadżijew (AKS Madej Wrestling Piotrków Trybunalski) – 15m. (65 kg) * W 1/16 wygrał z Walodią Frangulianem z Armenii, a w 1/8 przegrał z Tümenbilegijnem Tüwszintulagiem z Mongolii.
  - Andrzej Sokalski (ZKS Slavia Ruda Śląska) – 9m. (74 kg) * W 1/16 wygrał z Mustafą Ali z Sudanu, a w 1/8 przegrał z Awtandilem Kenczadze z Gruzji. W repasażu przegrał z Bekzodem Abdurahmonovem z Uzbekistanu.
  - Zbigniew Baranowski (AKS Białogard) – 9m. (86 kg) * W 1/16 wygrał z Piotrem Ianulovem z Mołdawii, a w 1/8 z Sandro Aminaszwilim z Gruzji. W ćwierćfinale przegrał z Rosjaninem Daurenem Kuruglijewem.
  - Sebastian Jezierzański (LKS Dąb Brzeźnica) – 11m. (92 kg) * W 1/16 wygrał z Azizbekiem Solievem z Uzbekistanu, a w 1/8 przegrał z Rosjaninem Batyrbekiem Tsakulovem.
  - Robert Baran (LKS Ceramik Krotoszyn) – 22m. (125 kg) * W 1/16 przegrał z Parwizem Hadim z Iranu.

## Klasyfikacja medalowa

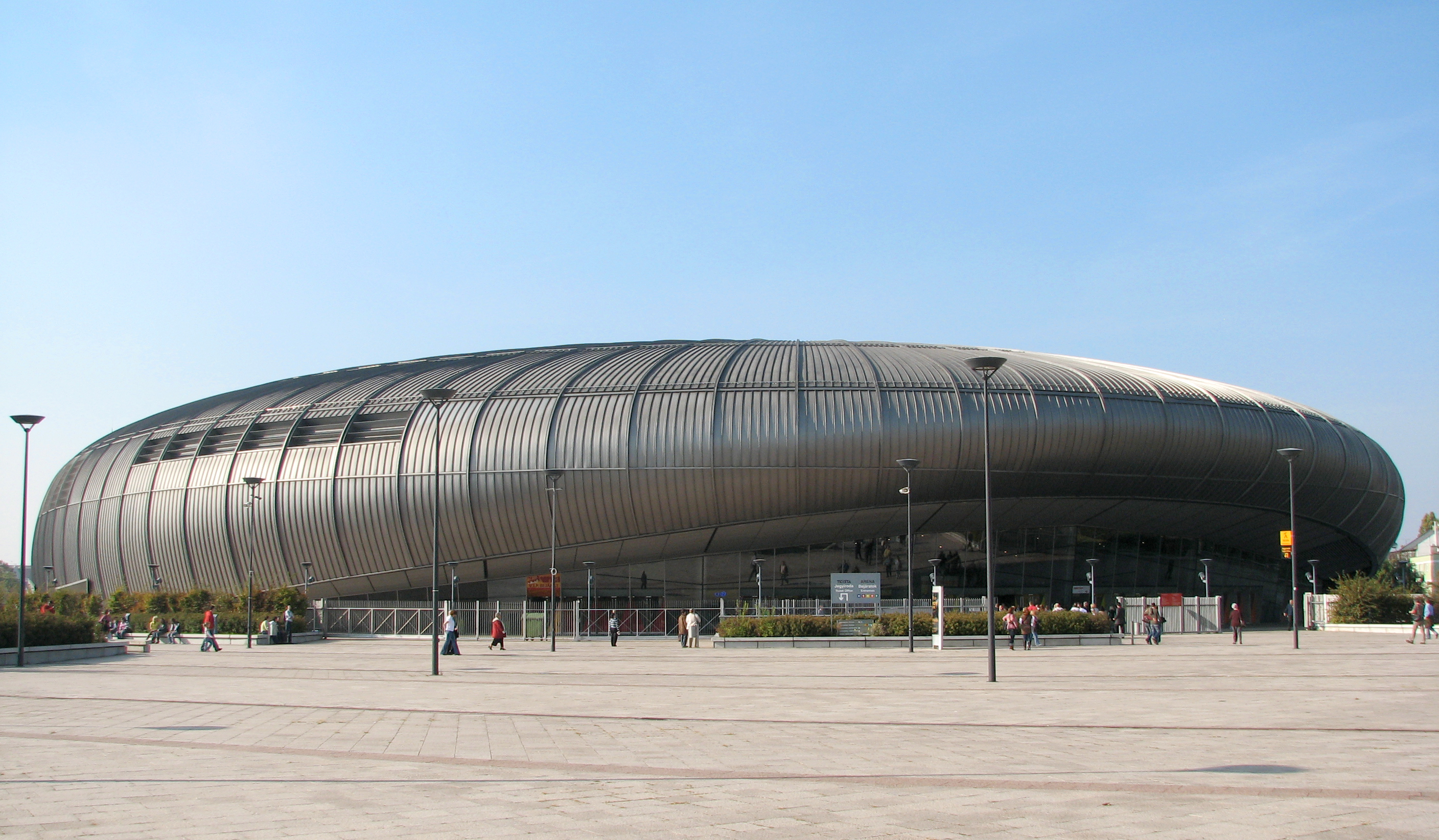
Papp László Budapest Sportaréna

| Miejsce | Kraj              | Złoto | Srebro | Brąz | Razem |
| 1       | Rosja             | 10    | 1      | 2    | 13    |
| 2       | Japonia           | 5     | 1      | 4    | 10    |
| 3       | Stany Zjednoczone | 4     | 3      | 5    | 12    |
| 4       | Turcja            | 1     | 4      | 4    | 9     |
| 5       | Azerbejdżan       | 1     | 2      | 2    | 5     |
| 6       | Bułgaria          | 1     | 2      | 1    | 4     |
| 6       | Węgry             | 1     | 2      | 1    | 4     |
| 8       | Chiny             | 1     | 1      | 5    | 7     |
| 9       | Gruzja            | 1     | 1      | 4    | 6     |
| 10      | Ukraina           | 1     | 1      | 3    | 5     |
| 11      | Kanada            | 1     | 1      | 2    | 4     |
| 12      | Kuba              | 1     | 0      | 4    | 5     |
| 13      | Finlandia         | 1     | 0      | 0    | 1     |
| 13      | Niemcy            | 1     | 0      | 0    | 1     |
| 15      | Białoruś          | 0     | 2      | 2    | 4     |
| 16      | Kazachstan        | 0     | 1      | 2    | 3     |
| 16      | Mongolia          | 0     | 1      | 2    | 3     |
| 16      | Serbia            | 0     | 1      | 2    | 3     |
| 19      | Indie             | 0     | 1      | 1    | 2     |
| 19      | Uzbekistan        | 0     | 1      | 1    | 2     |
| 21      | Bahrajn           | 0     | 1      | 0    | 1     |
| 21      | Francja           | 0     | 1      | 0    | 1     |
| 21      | Kirgistan         | 0     | 1      | 0    | 1     |
| 21      | Mołdawia          | 0     | 1      | 0    | 1     |
| 25      | Iran              | 0     | 0      | 4    | 4     |
| 26      | Armenia           | 0     | 0      | 2    | 2     |
| 26      | Korea Południowa  | 0     | 0      | 2    | 2     |
| 28      | Austria           | 0     | 0      | 1    | 1     |
| 28      | Hiszpania         | 0     | 0      | 1    | 1     |
| 28      | Korea Północna    | 0     | 0      | 1    | 1     |
| 28      | Polska            | 0     | 0      | 1    | 1     |
| 28      | Włochy            | 0     | 0      | 1    | 1     |
| Razem   | Razem             | 30    | 30     | 60   | 120   |

## Rezultaty

### Mężczyźni

#### Styl klasyczny
| Konkurencja         | Złoto                | Srebro                | Brąz                                    |
| Kategoria do 55 kg  | Eldəniz Əzizli       | Żołaman Szarszenbekow | Ekrem Öztürk Nugzari Curcumia           |
| Kategoria do 60 kg  | Siergiej Jemielin    | Victor Ciobanu        | Walihan Sailike Ajdos Sułtangali        |
| Kategoria do 63 kg  | Stiepan Marianian    | Yelmurat Tasmuradov   | Lenur Tiemirow Rahman Bilici            |
| Kategoria do 67 kg  | Artiom Surkow        | Davor Štefanek        | Mejyrżan Szermachanbet Gework Sahakian  |
| Kategoria do 72 kg  | Frank Stäbler        | Bálint Korpási        | Rəsul Çunayev Ajk Mnacakanian           |
| Kategoria do 77 kg  | Aleksandr Czechirkin | Tamás Lőrincz         | Viktor Nemeš Kim Hyeon-woo              |
| Kategoria do 82 kg  | Péter Bácsi          | Emrah Kuş             | Maksim Manukian Wiktar Sasunouski       |
| Kategoria do 87 kg  | Metehan Başar        | Żan Bełeniuk          | Artur Szahinian Robert Kobliaszwili     |
| Kategoria do 97 kg  | Musa Jewłojew        | Kirił Miłow           | Micheil Kadżaia Mahdi Alijari Fejzabadi |
| Kategoria do 130 kg | Siergiej Siemionow   | Adam Coon             | Óscar Pino Kim Min-seok                 |

#### Styl wolny
| Konkurencja         | Złoto                        | Srebro              | Brąz                                 |
| Kategoria do 57 kg  | Zawur Ugujew                 | Artas Sanaa         | Süleyman Atlı Yūki Takahashi         |
| Kategoria do 61 kg  | Yowlys Bonne                 | Gadżymurad Raszydow | Joe Colon Tümenbilegijn Tüwszintulag |
| Kategoria do 65 kg  | Takuto Otoguro               | Bajrang Kumar       | Achmied Czakajew Alejandro Valdés    |
| Kategoria do 70 kg  | Magomiedrasuł Gazimagomiedow | Adam Batirow        | Zurabi Iakobiszwili Franklin Marén   |
| Kategoria do 74 kg  | Zaurbiek Sidakow             | Awtandil Kenczadze  | Jordan Burroughs Bekzod Abduraxmonov |
| Kategoria do 79 kg  | Kyle Dake                    | Cəbrayıl Həsənov    | Achmied Gadżymagomiedow Ali Szabanow |
| Kategoria do 86 kg  | David Taylor                 | Fatih Erdin         | Hasan Jazdani Taimuraz Friev         |
| Kategoria do 92 kg  | J’den Cox                    | Iwan Jankouski      | Alireza Karimi Atsushi Matsumoto     |
| Kategoria do 97 kg  | Abdułraszyd Sadułajew        | Kyle Snyder         | Elizbar Odikadze Abraham Conyedo     |
| Kategoria do 125 kg | Geno Petriaszwili            | Deng Zhiwei         | Parwiz Hadi Nick Gwiazdowski         |

### Kobiety

#### Styl wolny
| Konkurencja        | Złoto                | Srebro                 | Brąz                             |
| Kategoria do 50 kg | Yui Susaki           | Marija Stadnik         | Sun Yanan Oksana Liwacz          |
| Kategoria do 53 kg | Haruna Okuno         | Sarah Hildebrandt      | Diana Ford Pang Qianyu           |
| Kategoria do 55 kg | Mayu Mukaida         | Zalina Sidakowa        | Jong Myong-suk Lienna Montero    |
| Kategoria do 57 kg | Rong Ningning        | Bilana Dudowa          | Emese Barka Pooja Dhanda         |
| Kategoria do 59 kg | Risako Kawai         | Elif Jale Yeşilırmak   | Pei Xingru Baatardżawyn Szoowdor |
| Kategoria do 62 kg | Tajbe Jusein Mustafa | Yukako Kawai           | Julija Tkacz Mallory Velte       |
| Kategoria do 65 kg | Petra Olli           | Danielle Lappage       | Iryna Netreba Ayana Gempei       |
| Kategoria do 68 kg | Ałła Czerkasowa      | Koumba Larroque        | Zhou Feng Tamyra Mensah          |
| Kategoria do 72 kg | Justina Di Stasio    | Oczirbatyn Nasanburmaa | Buse Tosun Martina Kuenz         |
| Kategoria do 76 kg | Adeline Gray         | Yasemin Adar           | Erica Wiebe Hiroe Minagawa       |